# Sharp Engineering & Manufacturing Company
Sharp Engineering & Manufacturing Company war ein US-amerikanischer Hersteller von Automobilen.

## Unternehmensgeschichte
Das Unternehmen wurde 1914 in Detroit in Michigan gegründet. Im gleichen Jahr begann die Produktion von Automobilen. Der Markenname lautete Sharp, obwohl anfangs SEM geplant war. Noch 1914 endete die Produktion.

## Fahrzeuge
Im Angebot stand ein Cyclecar. Im Gegensatz zu vielen anderen amerikanischen Wagen, die als Cyclecar bezeichnet wurden, erfüllte es auch die entsprechenden Kriterien. Der V2-Motor hatte 73,025 mm Bohrung und 88,9 mm Hub. Das ergab 745 cm³ Hubraum und lag deutlich unter dem Limit von 1100 cm³. Der Motor war luftgekühlt und leistete 7 PS. Er trieb über ein Zweiganggetriebe und eine Kardanwelle die Hinterachse an. Das Fahrgestell hatte 229 cm Radstand. Der offene Roadster hatte zwei Sitze, die leicht versetzt nebeneinander angeordnet waren. Das Leergewicht betrug rund 318 kg. Somit wurde auch das maximale Gewicht von 350 kg für Cyclecars eingehalten. Die Wagen kosteten 295 US-Dollar.
Im Oktober 1914 gab es Pläne für ein größeres Fahrzeug. Es sollte einen Sechszylindermotor und einen Radstand von 305 cm bekommen und 1000 Dollar kosten. Die Fertigstellung eines Fahrzeugs ist nicht überliefert.